# Polittico di Santa Reparata

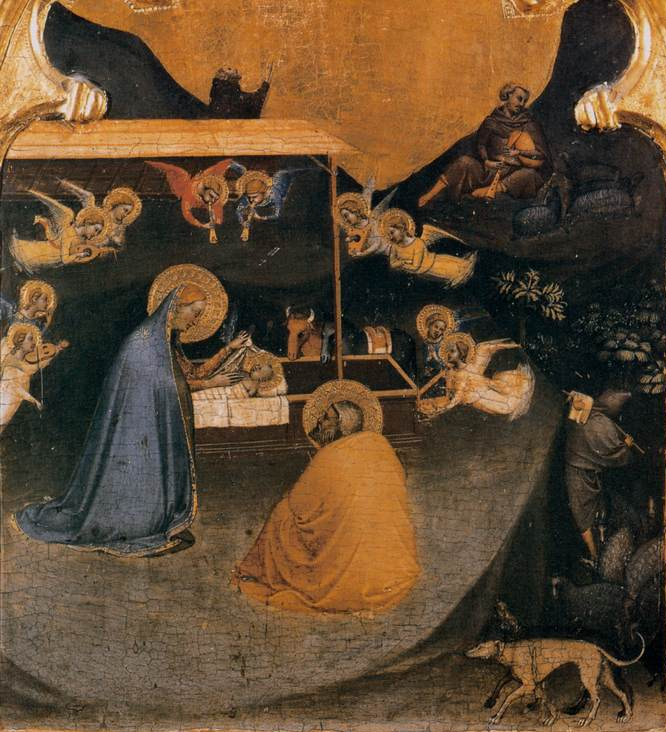
Natività di Cristo

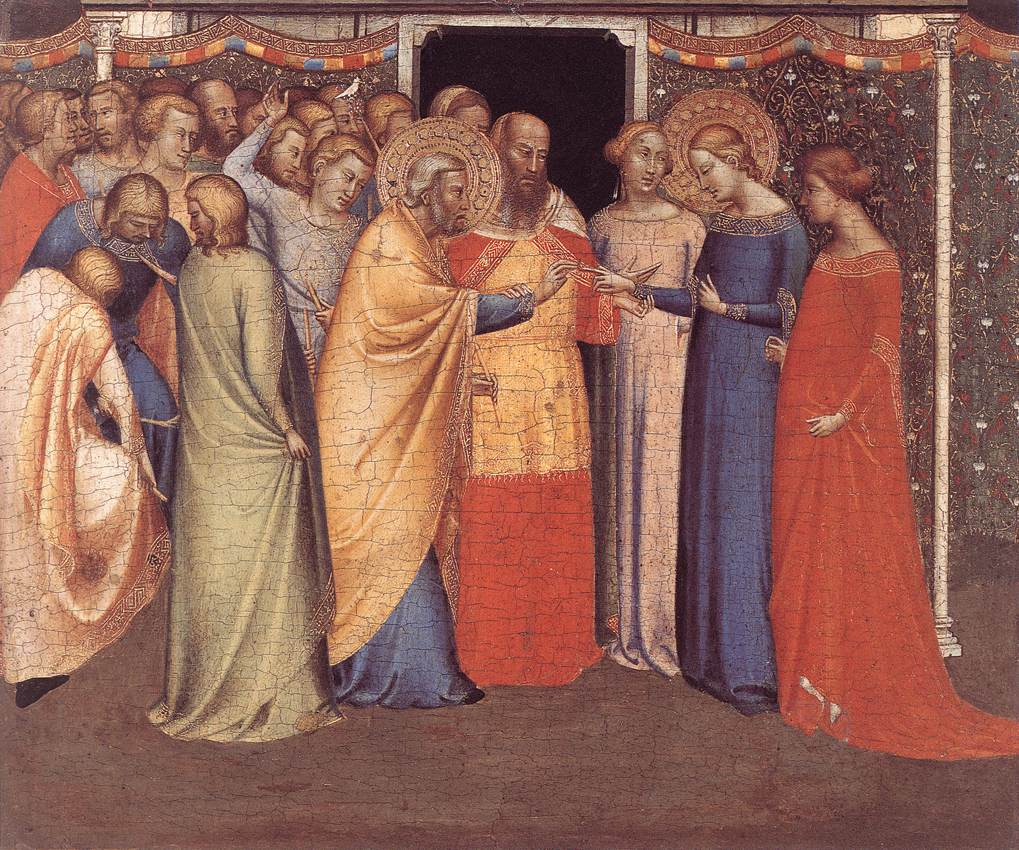
Sposalizio della Vergine, a Buckingham Palace

Il Polittico di Santa Reparata è un dipinto a tempera e oro su tavola (167,5x86,5 cm la tavola centrale, 127x42 ciascuna laterali, 31x17 le cuspidi, diametro 20 i tondi e 52x40 ciascun pannello di predella) di Bernardo Daddi, databile a prima del 1338 e conservato nella maggior parte alla Galleria degli Uffizi a Firenze.

## Storia
Il grandioso polittico, composto da almeno 33 scomparti, venne realizzato per l'altare maggiore della vecchia cattedrale di Santa Reparata a Firenze, passando poi, dopo la distruzione della chiesa, all'altare maggiore di San Pancrazio, dove lo vide Vasari che però lo attribuì erroneamente ad Agnolo Gaddi. Lo storico aretino non apprezzò molto l'opera, segnalando solo le parti minori: "Quanto si vede di buono è nella predella sola, la quale è tutta piena di figure piccole".
Schmarsow lo riassegnò al Daddi, riferendolo al secondo periodo della sua attività, nel 1330-1340 circa. La datazione venne confermata dalla Marcucci, che precisò ulteriormente i termini cronologici anteponendolo al dossale di Santa Maria Novella (oggi smembrato tra New Haven, Parigi e Poznań), documentato al 1338. Non manca comunque chi lo ha attribuito a dopo il 1340. In ogni caso, attraverso documentazione notarile è attestato che, nel 1344, il polittico si trovava già collocato sull'altare maggiore della cattedrale di Firenze. La commissione è riferibile ai circoli ecclesiastici e sociali orbitanti attorno capitolo dei canonici della cattedrale fiorentina, in particolare allo Spedale di San Giovanni Evangelista, direttamente dipendente dal capitolo del duomo.
Il polittico venne smembrato e destinato agli Uffizi nel 1808, dopo la soppressione napoleonica, arrivando già privo di cornice e diviso in 33 pezzi. Nel 1817 venne venduto uno scomparto della predella (Sposalizio della Vergine) che oggi si trova nelle collezioni reali di Buckingham Palace a Londra. Secondo la ricostruzione studiata da Offner mancano all'appello, dispersi prima del 1808, almeno otto scomparti: quattro cuspidi (due con Profeti e due con Apostoli), due tondi con Angeli e, soprattutto, la cimasa centrale, probabilmente a forma di tavola cuspidata rappresentante, secondo l'iconografia generale dedicata alla Vergine, la Dormitio nella parte inferiore e l'Assunzione o l'Incoronazione in quella superiore.
L'opera è stata restaurata nel 1994.

## Descrizione e stile
La pala centrale mostra una Madonna in trono col Bambino circondata da una teoria di piccoli angeli inginocchiati; ai suoi piedi si trova una rara natura morta rappresentata da un vaso di fiori dai significati mariani. Tre pannelli con santi a tutta figura si trovano su ciascun lato per un totale di sei, tutti legati a Firenze. Da sinistra:
- San Zanobi
- San Pancrazio
- San Giovanni evangelista
- San Giovanni battista
- San Miniato
- Santa Reparata

Al di sopra si trova una serie di dieci tavolette polilobate con Santi a mezzobusto (in origine dovevano essere dodici), quattro tondi con Angeli (su sei), e quattro tavolette di Profeti analoghe alla file inferiore (su un totale di sei). La fila inferiore presenta, da sinistra:
- Apostolo
- San Bartolomeo
- San Pietro
- Apostolo
- Apostolo
- Evangelista
- San Giacomo il Maggiore
- Apostolo o Profeta
- San Paolo
- Apostolo

La fila superiore:
- Profeta con cartiglio (?)
- Profeta con cartiglio (Isaia?)
- Profeta con cartiglio (Mosè?)
- David (?)

La predella mostra Storie della Vergine. Da sinistra:
- Cacciata di Giocacchino dal Tempio
- San Gioacchino tra i pastori nel deserto
- Incontro di Anna e Gioacchino alla Porta Aurea
- Natività della Vergine
- Presentazione della Vergine al Tempio
- Sposalizio della Vergine (oggi a Buckingham Palace, Londra)
- Annunciazione
- Natività di Gesù

Queste scenette di tono intimo, che ricordano le miniature, sono tra le meglio riuscite dell'opera, grazie anche al tono svelto e grazioso.